# Frank Eickermann
Frank Eickermann (von seinen Anhängern nach dem hinduistischen Feuergott Agni genannt) ist ein deutscher spiritueller Lehrer, Autor, Unternehmer, Gründer einer Neuen Religiösen Bewegung.
Eickermann war als Heilpraktiker in Bonn tätig, bevor er ab 1990 unterschiedliche Seminare und Ausbildungen anbot. In diesen vermittelt er seine Lehren und wirbt um neue Anhänger. Darüber hinaus erfahren seine Lehren durch eine Reihe von esoterischen, religiösen und pseudowissenschaftlichen Büchern größere Verbreitung. Er gilt als einer der erfolgreichsten Vermarkter esoterischer Angebote.
Die Lehrangebote sind das zentrale Element seiner expandierenden unternehmerischen Tätigkeiten. Möglicherweise durch die Kursgebühren finanziert er seine weltweit neu entstehenden „Lichtzentren“, in denen von ihm ausgebildete Heiler die von ihm konzipierten Veranstaltungen anbieten. Gegenwärtig ist von einigen hundert aktiven Anhängern auszugehen. Ein Großteil seiner Anhänger bietet selbst spirituelle Dienstleistungen an, so dass potentiell einige tausend Menschen mit seinem Netzwerk in Berührung kommen. Unklar ist, inwieweit dieses unternehmerische Netzwerk hierarchisch organisiert ist. 
Die Evangelische Kirche im Rheinland sieht eine Gefahr in der Bewegung Eickermanns und warnt vor einer „vereinnahmenden Struktur“. Eickermann verkörpere für seine Anhänger eine messianische Figur und habe einen nahezu absoluten Autoritätsanspruch. Die Gefahr einer existenziellen psychischen und auch finanziellen Abhängigkeit schätzt sie als hoch ein.

## Eickermanns Lehre und Netzwerk
Weltweit existieren eine Reihe größerer und kleinerer Lichtzentren, in denen Interessierte spirituelle Angebote wahrnehmen können. Dazu gehören Meditation, Beratungen, Behandlungen sowie Seminare und Ausbildungen. Einige der Inhalte und Methoden wurden von Frank Eickermann entwickelt, andere von den Leitern der Lichtzentren selbst. Dadurch hat jedes Lichtzentrum ein eigenes Profil. Die wichtigsten Lichtzentren sind das Château Amritabha in Ribeauvillé und das Shiva Dharma Center in  Gulfport, Florida, welches von seiner Exfrau geführt wird. Weitere Zentren existieren in mehr als zwei Dutzend Staaten.
Die Lehrangebote lassen sich in eigenständige Kurzseminare (einige Stunden), Seminare und aufeinander aufbauende Ausbildungsgänge einteilen. Die Seminardauer liegt bei einem bis mehreren Tagen. Ausbildungen dauern i. d. R. mehrere Wochen und sind über mehrere Monate bis zu zwei Jahre verteilt. Bei den Kurzseminaren stehen zum Beispiel das Auflösen von psychischen Blockaden, das Erreichen von beruflichem Erfolg oder das Lösen von Beziehungsproblemen im Vordergrund. Die Seminarleiter haben in der Regel jedoch keine außerhalb des Eickermann-Netzwerks anerkannte psychotherapeutische Ausbildung. Anmeldeformulare zu diesen Seminaren machen darauf aufmerksam, dass die Veranstaltungen keine Psychotherapie ersetzen können. Durch eingebettete religiöse Kulte und Zeremonien wird ein gewisser Wahrheitsanspruch und eine religiös-autoritäre Atmosphäre erzeugt. Regelmäßige Meditationen, Rituale, Taufen und weitere Angebote sind kostenlos. Kurzseminare kosten je nach Leitung und Thema meist zwischen zehn und 100 Euro. Seminare und Ausbildungen haben höhere Preise. Eine vierwöchige Ausbildung zum „spirituellen Lehrer“ kostet 12 000 Euro.
In einer zeremoniellen Aktion werden den Teilnehmern eines Lichtseminars spirituelle Namen verliehen. Diese Praxis wird auch bei angehörigen Kindern durchgeführt. Der neue Name soll eine neu wahrgenommene Identität des Teilnehmers unterstreichen. Je tiefer er in das Netzwerk eindringt, desto deutlicher soll die Abgrenzung zum vorherigen Leben werden. Die Vergangenheit habe nach Eickermanns Lehre keine Bedeutung, wichtig sei allein die neue Aufgabe. Diese Abgrenzung birgt ein großes Konfliktpotential mit externen Bezugspersonen.
Alpha-Chi-Consultant-Absolventen können eigene – oft kostenpflichtige – Dienstleistungen wie Feng Shui, Mediation und Sterbebegleitung anbieten. Die Ausbildung zum „spirituellen Lehrer“ autorisiert die Absolventen zur Durchführung eigener „Weg-ins-Licht“-Seminare. Hierdurch wird den Interessenten eine Berufsperspektive versprochen. Inwiefern Eickermann unternehmerisch in die offiziell unabhängige Multiplikatorentätigkeit eingreift, ist unbekannt.
Eickermann verbindet in seiner Lehre Elemente verschiedenster Religionen und esoterische Strömungen. Als selbsternannte Reinkarnation des Feuergotts Agni befindet er sich für seine Anhänger in einer göttlichen Position. Das Ausstellen seines Bildes auf einem Hausaltar ist bei vielen übliche Praxis. Die Chakrenlehre stammt aus hinduistischer Tradition. Darüber hinaus existieren schamanistische Kulte und die Verehrung Jesu als personifizierte Liebe. Weiter bedient er sich buddhistischer und christlicher Symbolik. Eickermanns Anhänger entscheiden sich eigenverantwortlich in einem aktiven Prozess für den Grad ihrer Integration. Allerdings verspricht das Eickermann-Netzwerk ihnen für Probleme auf vielfältige Art Lösungsperspektiven. Diese reichen von einfachen religiösen Kulterfahrungen über Selbstfindungen bis hin zur Aussicht auf finanziellen Gewinn, unter anderem durch die Mitarbeit seiner ausgebildeten „Lichtkrieger“, die ihm – dem „Feuergott“ – finanziell helfen sollen, seinen Willen auf Erden auszuführen.
Fortgeschrittene Anhänger bekommen eine der Öffentlichkeit vorenthaltene Glaubensschrift an die Hand: Das Leben im Feuer. Diese beschreibt das Schüler-Lehrer-Verhältnis wie folgt:
 „Der Lehrer ist der Eingeweihte, der das Göttliche Wissen trägt“ (Leben im Feuer, S. 3)

 „Du bist verloren in der Allmacht deines Lehrers.“ (Leben im Feuer, S. 37)

 „Du läßt auf diesem Weg alle Menschen und alle Bindungen, die du aufgebaut hast, hinter dir.“ (Leben im Feuer, S. 68)

 „Nur die absolute Unterwerfung und die Auslieferung an den Lehrer machen den nächsten Schritt frei.“ (Leben im Feuer, S. 47).

 „Als Schüler gibt es kein ‚ich will‘“ (Leben im Feuer, S. 72), „denn dein Lehrer ist omnipotent und verkörpert für dich die Allmacht Gottes“ (Leben im Feuer, S. 75).

## Publikationen von Frank Eickermann
- Durga Holzhauser, Frank Eickermann: Maria Magdalena: Der Beginn des goldenen Zeitalters. Cosmic Library Publishing, Gulfport  2009, ISBN 978-1-936060-01-6.
- Durga Holzhauser, Frank Eickermann: Jesus: Das Buch. Ch. Falk, Seeon 2009, ISBN 978-3-89568-204-9.
- Frank Eickermann, Barbara Reiter: Die Welt des Lichts. Academia Richarz, Sankt Augustin 1991, ISBN 3-88345-620-9.
- Frank Eickermann, Mara Eickermann: Trance-Botschaften. Academia Richarz, Sankt Augustin 1991, ISBN 3-88345-618-7.
- Frank Eickermann, Mara Eickermann: Sterben mit Zuversicht. Academia Richarz, Sankt Augustin 1991, ISBN 3-88345-617-9.
- Frank Eickermann, Stefan Reiter: Das Buch der Liebe. Academia Richarz, Sankt Augustin 1991, ISBN 3-88345-619-5.